# Pioneer (The Maine)
Pioneer è il terzo album in studio del gruppo musicale statunitense The Maine, pubblicato nel 2011.

## Tracce
1. Identify – 3:37
2. My Heroine – 3:36
3. Time – 3:28
4. Some Days – 3:55
5. I'm Sorry – 4:21
6. Don't Give Up on "Us" – 3:35
7. Misery – 3:53
8. When I'm at Home – 4:26
9. Thinking of You – 3:02
10. Jenny – 4:15
11. Like We Did (Windows Down) – 4:08
12. While Listening to Rock & Roll... – 4:46
13. Waiting for My Sun to Shine (+ One Pack of Smokes) – 14:43

- Tracce Bonus

1. I Want You – 3:51
2. I'm Leaving – 4:16
3. You'll Never Know – 3:53
4. Goodbye – 3:29
5. Take Me Dancing – 5:07
6. Hello World – 3:38
7. Good Love – 5:16

## Formazione
- John O'Callaghan – voce, piano
- Jared Monaco – chitarra
- Kennedy Brock – chitarra, cori
- Garret Nickelsen – basso
- Pat Kirch – batteria, percussioni